# Csúcs Ferenc
Csúcs Ferenc (Szentes, 1905. október 8. – Törökbálint, 1999. június 24.) magyar szobrász, éremművész.

## Pályafutása
1916 és 1920 között a Horváth Mihály Gimnáziumba járt, 1921-1922-ben az Iparművészeti Iskola, 1927 és 1933 között a Magyar Képzőművészeti Főiskola növendéke volt. 1933-1934-ben a római Accademia delle Belle Artén tanult. Mesterei Lux Elek, Szentgyörgyi István, Angelo Banelli és Libero Andreotti voltak. 1933-1934-ben Olaszországban járt tanulmányúton, amely későbbi művészi pályájára is hatással volt. A második világháború végén, 1944-1945-ben katona volt, majd hadifogságba került. 
1950 és 1954 között szobrászként a Dekoráció, Kiállítástervező és Kivitelező Vállalatnál, majd 1956-tól már restaurálással is foglalkozott. 1961 és 1972 között a Magyar Mezőgazdasági Múzeumnál működött mint restaurátor. 1920 és 1923 között Vignali Raffaeltől tanulta az ötvösmesterséget. 1929-ben állított ki először, az országos tárlatok rendszeres szereplője lett. Munkássága során körülbelül 250 érmet készített, ezek többsége történelmi személyeket ábrázol. 1940-ben Budapest kérte fel a Mátyás király emlékérem elkészítésére, majd 1943-ban ugyanő készítette Győr szabad királyi város 2000 éves jubileumi emlékérmét. Az 1930-as évektől állatszobrokat is alkotott, az 1950-es években épületplasztikával is foglalkozott. Az 1960-as évektől állami megbízásra dolgozott emléktáblákon (Fáy András, Kós Károly).

## Díjak
- 1933-1934: Olasz Külügyminisztérium ösztöndíja
- 1937: Nemzeti Szalon kitüntető elismerése
- 1943: Balló Ede utazási ösztöndíj
- 1970: pécsi II. Országos Kisplasztikai Biennálé díja
- 1989: soproni VII. Országos Érembiennálé díja
- 1990: Magyar Köztársaság aranykoszorúval díszített Csillagrendje
- 1995: A Magyar Köztársasági Érdemrend kiskeresztje

## Egyéni kiállítások
- 1942 • Tamás Galéria, Budapest
- 1976 • Magyar Mezőgazdasági Múzeum, Budapest
- 1985 • XVI. ker., Budapest
- 1989 • Fáklya Klub [László Gyulával] • Dömös
- 1990 • Koszta József Múzeum, Szentes
- 1992 • Vigadó Galéria, Budapest [Ispánki Józseffel, Madarassy Walterrel]
- 1995 • Corvin Művelődési Ház, Sashalom, Budapest • Hadtörténeti Intézet és Múzeum, Budapest (kat.)
- 1996 • Művelődési Központ, Szentes.
- 2001 • Emlékkiállítás, Magyar Mezőgazdasági Múzeum, Budapest

## Válogatott csoportos kiállítások
- 1930-1931 • Szinyei Társaság Tavaszi Tárlata, Nemzeti Szalon, Budapest
- 1933 • Fiatal Művészek, Műcsarnok, Budapest
- 1938, 1940, 1942 • XXI., XXII., XXIII. Velencei Biennálé, Velence
- 1937 • Bécsi magyar kiállítás
- 1940 • Magyar Kisplasztikai és Éremkiállítás, Milánó
- 1935-1944 • Nyolc festő, nyolc szobrász, Nemzeti Szalon, Budapest
- 1944 • Svájci magyar kiállítás
- 1942 • Műbarát
- 1949 • Magyar érem- és plakettművészet 1800-tól napjainkig, Fővárosi Képtár, Budapest • Párizsi Nemzetközi Érem- és Plakettkiállítás
- 1950-1965 • 1-5. Magyar Képzőművészeti kiállítás, Műcsarnok, Budapest
- 1954 • Magyar plasztikai és grafikai kiállítás, Ernst Múzeum, Budapest • Svájc
- 1955 • Képzőművészetünk tíz éve, Műcsarnok, Budapest
- 1957 • Párizs
- 1960 • Magyar képzőművészek grafikai és kisplasztikai kiállítása, Csók Galéria, Budapest
- 1966 • Magyar szobrászat 1920-1945, Szent István Király Múzeum, Székesfehérvár
- 1969, 1971, 1974, 1976 • II., III., IV., V. Országos Kisplasztikai Biennálé, Pécs
- 1973 • Magyar Nemzeti Múzeum, Budapest
- 1974 • Berlin • Szófia
- 1977, 1983, 1987, 1989 • I., IV., VI., VII. Országos Éremművészeti Biennálé, Sopron
- 1978 • Magyar szobrászati kiállítás, Műcsarnok, Budapest
- 1983 • Esztergom
- 1993 • Magyar Nemzeti Galéria, Budapest.

## Művek közgyűjteményekben
- Déri Múzeum, Debrecen
- Fővárosi Képtár, Budapest
- Janus Pannonius Múzeum, Modern Magyar Képtár, Pécs
- Koszta József Múzeum, Szentes
- Liszt Ferenc Múzeum, Sopron
- Magyar Nemzeti Galéria, Budapest
- Magyar Nemzeti Múzeum, Budapest
- Móra Ferenc Múzeum, Szeged
- Semmelweis Múzeum, Budapest

## Köztéri művei
- Hősi emlékmű (1937, Csököly)
- Szt. István (1938, Budapest, V. ker., Szent István krt. 1. emléktábla)
- Munka (kő, 1941, Pongrácz út 9.)
- Erzsébet királyné (kő, 1941, Jánoshegyi kilátó, Stróbl 1906-os mellszobrának pótlása, elpusztult)
- Erkély és kapu domborművek (kő, 1953, Dunaújváros, Bartók Béla Művelődési Központ)
- Figurális dombormű és Dekoratív dombormű (kapudomborművek, mészkő, 1954, Budapesti Műszaki Egyetem)
- Madarak - Kócsag (mészkő, 1954, Állat- és Növénykert, Antal A. József, Jankó János, Hajdú Sándor)
- Hunyadi János (1957, Budapest, XIV., Nagy Lajos király úti lakótelepi iskola domborműve)
- Csukás Zoltán (patinázott gipsz mellszobor, 1963, Budapest, Mezőgazdasági Múzeum, előcsarnok)
- Fáy András-emléktábla (haraszti mészkő dombormű, 1965, Budapest, V. ker., Vitkovics M. u. 1-3.)
- Fazekas Mihály-emléktábla (bronz dombormű, 1968, Debrecen, Református Kollégium)
- Teichmann Vilmos (mellszobor, 1968, Kisvárda, Teichmann telep)
- Lackner Kristóf (mészkő mellszobor, 1971, Sopron)
- Mitterpacher Lajos (bronz mellszobor, 1973, Budapest, Mezőgazdasági Múzeum)
- Demjén Attila (gipsz portrédombormű, 1975, Dunakanyar Intéző Bizottság)
- Fáy András-emléktábla (mészkő dombormű, másodpéldány, 1979, Ajka, lakótelep, OTP-épület)
- Fáy András-emléktábla (1981, Keszthely, OTP)
- Fáy András-emléktábla (portrédombormű, 1981, Pápa, Fáy András lakótelep)
- Zelovich Kornél-emléktábla (kő portrédombormű, 1981, Dömös)
- Kós Károly-emléktábla (vörösmárvány, bronz relief, 1983, Budapest, II., Kálvin köz 4., református egyház, parókia)
- Fáy András (mészkő dombormű, 1986, Bonyhád, OTP)